# Адабаш, Ирина Леонидовна
Ирина Леонидовна Адабаш (род. 12 марта 1953, Измаил) — лётчица-спортсменка СССР и Украины, шестикратная чемпионка мира в составе команды и семикратная чемпионка Европы в составе команды. Заслуженный мастер спорта СССР (1990) по высшему пилотажу, лётчик-инструктор, лётчик первого класса.

## Биография
Самолётным спортом начала заниматься с 1972 года в Одесском аэроклубе. Освоила более 10 типов самолётов. Налёт более 2000 часов. В 1976 году выполнила норматив мастера спорта СССР.
С 1979 года член сборной команды Украины, а с 1980 сборной команды СССР по высшему пилотажу, шестикратная чемпионка мира и семикратная чемпионка Европы.
- 1979 — Дебют, бронзовый призёр Чемпионата СССР.
- 1983 — Абсолютная чемпионка СССР (8 золотых и 2 серебряных медали).
- 1983 — Мастер спорта СССР международного класса.
- 1983 — Орден «Знак почёта».
- 1984 — Дебют в составе сборной СССР (серебряный призёр в упражнениях).
- 1985 — Чемпионат Соцстран (две бронзовые медали).
- 1986 — Диплом Поля Тисандье «Лучший пилот года».
- 1986 — Чемпионат мира (золотая и серебряная медали, чемпионка мира в составе команды).
- 1987 — Чемпионат Европы (бронзовая и серебряная медали, чемпионка Европы в составе команды).
- 1987 — Чемпионат Социалистических стран (три бронзовые и одна серебряная медали, чемпионка в составе команды).
- 1988 — Чемпионат мира (одна золотая и одна серебряная медали, чемпионка мира в составе команды).
- 1988 — Чемпионат Социалистических стран (серебряная медаль).
- 1989 — Чемпионат Европы (абсолютная чемпионка, четыре золотых и одна серебряная медали, чемпионка Европы в составе команды).
- 1990 — Заслуженный мастер спорта СССР.
- 1990 — Чемпионат мира (чемпионка мира в упражнении).
- 1991 — Чемпионат Европы (золотая медаль).